# Lochbühl
Lochbühl ist ein Gemeindeteil der Gemeinde Nagel im oberfränkischen Landkreis Wunsiedel im Fichtelgebirge (Oberfranken, Bayern).

## Geographie und Verkehrsanbindung
Das Dorf Lochbühl liegt nordwestlich des Kernortes Nagel. Die Staatsstraße 2665 verläuft südlich und die B 303 nördlich. 
Durch den Ort fließt die Gregnitz, ein Nebenfluss der Fichtelnaab. Südwestlich liegt das 11,67 ha große Naturschutzgebiet Hahnenfilz bei Mehlmeisel.

## Baudenkmäler
In der Liste der Baudenkmäler in Nagel (Fichtelgebirge) sind für Lochbühl vier Baudenkmäler aufgeführt.